# Dilsen-Stokkem

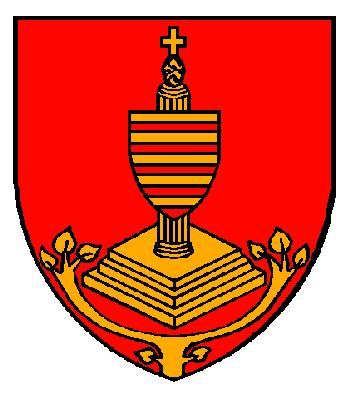
Dilsen-Stokkems vapen

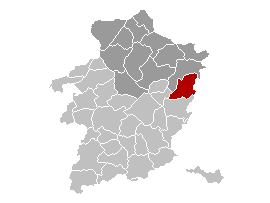
Dilsen-Stokkems läge inom provinsen Limburg

Dilsen-Stokkem är en kommun i provinsen Limburg i nordöstra Belgien. Dilsen-Stokkem hade 19 296 invånare per 1 januari 2008.